# Katamatite
Katamatite – miasto w Australii, w stanie Wiktoria.